# Wilchingen-Hallau
Wilchingen-Hallau – stacja kolejowa dla gmin Wilchingen i Hallau znajdująca się w miejscowości Unterneuhaus (gmina Wilchingen), w kantonie Szafuza, w Szwajcarii.

## Połączenia
Na stacji zatrzymują się pociągi Schweizerische Bundesbahnen i Deutsche Bahn, są to składy Interregio-Express oraz Regionalbahn.
Połączenia bezpośrednie (stacje końcowe):
- Bazylea
- Friedrichshafen
- Erzingen
- Singen (Hohentwiel)
- Szafuza
- Waldshut-Tiengen

| Wilchingen-Hallau            |  |                             |
| Linia Hochrhein              |  |                             |
| Trasadingenodległość: 2,7 km |  | Neunkirch odległość: 2,6 km |